# Cotoca
Cotoca ist eine Mittelstadt im Departamento Santa Cruz im Tiefland des südamerikanischen Andenstaates Bolivien.

## Lage im Nahraum
Cotoca liegt in der Provinz Andrés Ibáñez und ist zentraler Ort im Cantón Cotoca im Municipio Cotoca, Die Stadt liegt in einer Höhe von 363 m auf halbem Weg zwischen Santa Cruz, Hauptstadt des Departamentos und Puerto Pailas am Río Grande.

## Geographie
Cotoca liegt im bolivianischen Tiefland östlich der Anden-Gebirgskette der Cordillera Central. Die Region weist ein tropisches Klima mit ausgeglichenem Temperaturverlauf auf.
Die Jahresdurchschnittstemperatur der Region liegt bei 24 °C, die Monatsdurchschnittswerte schwanken nur unwesentlich zwischen 20 °C im Juli und 26 °C im Dezember (siehe Klimadiagramm Santa Cruz). Der Jahresniederschlag beträgt etwa 1000 mm, die Monatsniederschläge liegen zwischen unter 50 mm in den Monaten Juli und August und über 150 mm im Januar.

## Verkehrsnetz
Cotoca liegt an der Nationalstraße Ruta 4, die Bolivien von Westen nach Osten durchquert, von Tambo Quemado an der chilenischen Grenze über Cochabamba und Santa Cruz bis nach Puerto Suárez an der brasilianischen Grenze. Die Ruta 4 ist bei Cotoca identisch mit der Ruta 9, die das bolivianische Tiefland von Süden nach Norden durchquert, von Yacuiba an der argentinischen Grenze im Süden über Santa Cruz und Trinidad bis Guayaramerín an der brasilianischen Grenze im Norden.
Von Santa Cruz führt die inzwischen komplett asphaltierte Nationalstraße zuerst 20 Kilometer in östlicher Richtung bis Cotoca und überquert nach weiteren 25 Kilometern bei Puerto Pailas den Rio Grande. Von dort bis zur brasilianischen Grenze sind es 758 Kilometer. In gleicher Weise führt eine Eisenbahnlinie von Santa Cruz nach Puerto Suárez ebenfalls durch Cotoca.

## Bevölkerung
Die Einwohnerzahl des Ortes ist in den vergangenen Jahrzehnten auf mehr als das Zehnfache angestiegen:
| Jahr | Einwohner | Quelle       |
| ---- | --------- | ------------ |
| 1976 | 2.107     | Volkszählung |
| 1992 | 9.229     | Volkszählung |
| 2001 | 15.181    | Volkszählung |
| 2012 | 19.482    | Volkszählung |
| 2024 |           | Volkszählung |

Die Region weist einen gewissen Anteil an Quechua-Bevölkerung auf, im Municipio Cotoca sprechen 17,8 Prozent der Bevölkerung Quechua.

## Hogar Teresa de los Andes
Etwa 10 Gehminuten außerhalb von Cotoca in Richtung El Pailón liegt der "Hogar Teresa de los Andes", eine soziale Einrichtung für geistig und körperlich behinderte Menschen.
Das Heim wurde Ende der achtziger Jahre von Brüdern des kolumbianischen Ordens „FDP“ (Hermanos de la Fraternidad de la Divina Providencia) gegründet. Aktuell leben etwa 150 Kinder, Jugendliche und Erwachsene in diesem Projekt.
Aufgeteilt ist das Heim in sieben verschiedene Pavillons, die jeweils mit unterschiedlichen Farben gekennzeichnet sind. In diesen unterschiedlichen Bereichen leben die behinderten Kinder, Jugendlichen und Erwachsenen – aufgeteilt nach Alter und Behinderungsgrad.
Ein weiterer wesentlicher Bestandteil des Heims sind die verschiedenen Therapiebereiche. Diese setzten sich aus der Physiotherapie, der „Estimulación“ (Stimulationstherapie), der Psychotherapie, dem „Sala de la Recreación“ (Entspannungstherapie), der „Fono-/ Audiología“ (Sprachtherapie) und dem „Taller“ (Werkstatt) zusammen.
Neben den Pavillons und den Therapiebereichen befinden sich auf dem Gelände des Heims ein kleines Hospital, eine Bäckerei, eine Wäscherei, eine Schneiderei, eine eigene Schule, eine Kindertagesstätte für behinderte Kinder, Jugendliche und Erwachsene des Umlandes, ein Kinderhort für die Kinder der Angestellten sowie eine kleine Kapelle. Etwa 10 Autominuten außerhalb in Richtung „El Pailon“ befindet sich eine an das Heim angegliederte Farm. Insgesamt arbeiten zwischen 130 und 150 Menschen in den verschiedenen Bereichen.
Unterstützt wird die Einrichtung fast ausschließlich aus Spenden. In den vergangenen Jahren wurde das Projekt zusätzlich durch Freiwilligendienste, zumeist von Jugendlichen oder jungen Erwachsenen aus Deutschland und Spanien, begleitet.